# Mount Sterling (Wisconsin)
Mount Sterling – wieś w Stanach Zjednoczonych, w stanie Wisconsin, w hrabstwie Crawford.